# Maketu
Maketu ist ein kleiner Ort im Western Bay of Plenty District der Region Bay of Plenty auf der Nordinsel von Neuseeland.

## Namensherkunft
Maketu soll von den Seefahrern des Arawa Waka (Arawa Kanu) nach einer Plantage für Süßkartoffeln in Hawaiki, dem mythischen Herkunftsort der Māori, benannt worden sein.

## Geographie
Der Ort befindet sich rund 27 km südöstlich von Tauranga an der Küste der Bay of Plenty. Die Landzunge zum Okurai Point ist Teil des Ortes. Te Puke und Paengaroa liegen rund 12 km südwestlich und 8 km südlich von Maketu und sind die nächstgrößeren Orte. Der New Zealand State Highway 2 verläuft rund 5 km südlich des Ortes und verbindet den Ort mit den westlichen und östlichen Teilen der Bay of Plenty.

## Geschichte
Maketu ist in der Mythologie der Māori der Landungsort des Kanus der Te Arawa und möglicherweise die älteste Siedlung in der Region. Der Iwi der Te Arawa besiedelte die Gegend ab dem 14. Jahrhundert und errichteten eine Befestigungsanlage (Pā), Pukemaire.
1830 siedelte der dänische Seemann Philip Tapsell (ursprünglicher Name: Hands Felk) in der Gegend und errichtete eine Handelsstation für Neuseeländischen Flachs. 1842 folgte der Missionar Thomas Chapman und errichtete Maketu eine Missionsstation, an deren Ort 1868 die St. Thomas Church errichtet wurde.
Die Māori der Region pflegten freundschaftliche Beziehungen zu den Europäern, lieferten von den Kauri-Lagerstätten der Gegend Kauri-Harz und unterhielten mit einigen kleinen Schiffen Verbindungen nach Auckland und der Ostküste. So war der Stamm der Te Arawa gegen Bestrebungen anderer Stämme der Ostküste, Truppen zur Unterstützung des Māori King Movement in der Region Waikato durch ihr Land marschieren zu lassen. Die Spannungen führten dazu, dass sich die Angehörigen des Te Arawa-Stammes in Maketu sammelten und von den Briten mit Munition versorgt wurden. Nach einigen Vorgefechten traf die Hauptstreitmacht der Māori der Ostküste, die den King Movement unterstützten, auf die Te Arawa vor Maketu und belagerten den Ort rund 2 km östlich von einem Plateau aus. Mit der Unterstützung der britischen Kanonenboote „Falcon“ und „Sandfly“ konnten die Angreifer schließlich besiegt und bis nach Matata verfolgt werden.

## Bevölkerung
Zum Zensus des Jahres 2013 zählte der Ort 1047 Einwohner, 11,2 % weniger als zur Volkszählung im Jahr 2006. Mit 67,1 % wird der Ort vorwiegend von Māori bewohnt.

## Wirtschaft
Die Bewohner des Ortes leben vorwiegend vom Fischfang, der Viehwirtschaft und vom Maisanbau. Des Weiteren bietet die Küste gute Gelegenheiten zum Surfen, Schwimmen und Angeln.